# Fleetwood—Port Kells
Circonscription électorale fédérale du Canada
Fleetwood—Port Kells est une circonscription électorale fédérale canadienne de la Colombie-Britannique.

## Circonscription fédérale
La circonscription se situe au sud-ouest de la Colombie-Britannique dans la région métropolitaine de Vancouver et comprend une partie de l'est de la ville de Surrey. Elle est créée lors du redécoupage électoral de 2003 et représentée pour la première fois lors des élections générales de 2004. Ses limites ont été modifiées en 2013 et 2023, à cette dernière occasion en cédant une partie de son territoire au nord à la circonscription de Langley Township—Fraser Heights tout en gagnant une portion des circonscriptions de Langley et de Surrey-Centre.
Les circonscriptions limitrophes sont
- au nord et à l'est : Langley Township—Fraser Heights
- au sud : Cloverdale—Langley City
- à l'ouest : Surrey-Centre et Surrey—Newton[4].

## Historique
La circonscription a été créée en 2003 à partir de Surrey-Centre et Surrey-Nord.
| Parlement                                                               | Années        | Membre | Membre       | Parti        |
| ----------------------------------------------------------------------- | ------------- | ------ | ------------ | ------------ |
| Fleetwood—Port Kells issue d'une partie de Surrey-Centre et Surrey-Nord |               |        |              |              |
| 38e                                                                     | 2004–2006     |        | Nina Grewal  | Conservateur |
| 39e                                                                     | 2006–2008     |        | Nina Grewal  | Conservateur |
| 40e                                                                     | 2008–2011     |        | Nina Grewal  | Conservateur |
| 41e                                                                     | 2011–2015     |        | Nina Grewal  | Conservateur |
| 42e                                                                     | 2015–2019     |        | Ken Hardie   | Libéral      |
| 43e                                                                     | 2019–2021     |        | Ken Hardie   | Libéral      |
| 44e                                                                     | 2021–2025     |        | Ken Hardie   | Libéral      |
| 45e                                                                     | 2025–en cours |        | Gurbux Saini | Libéral      |

## Résultats électoraux
Modèle:Élection générale canadienne de 2025 — Fleetwood—Port Kells
|       | Candidat        | Parti        | # de voix | % des voix |
|       | (x) Nina Grewal | Conservateur | +14 275,  | 29,27 %    |
|       | Ken Hardie      | Libéral      | +22 871,  | 46,9 %     |
|       | Garry Begg      | NPD          | +10 463,  | 21,46 %    |
|       | Richard Hosein  | Vert         | +01 154,  | 2,37 %     |
| Total | Total           | Total        | 48 763    | 100 %      |

|       | Candidat        | Parti        | # de voix | % des voix |
|       | (x) Nina Grewal | Conservateur | +23 950,  | 47,55 %    |
|       | Pam Dhanoa      | Libéral      | +08 041,  | 15,96 %    |
|       | Nao Fernando    | NPD          | +16 533,  | 32,82 %    |
|       | Alan Saldanha   | Vert         | +01 476,  | 2,93 %     |
|       | Alex Joehl      | Libertarien  | +00370,   | 0,73 %     |
| Total | Total           | Total        | 50 370    | 100 %      |

|       | Candidat       | Parti        | # de voix | % des voix |
|       | (x)Nina Grewal | Conservateur | +21 389,  | 44,7 %     |
|       | Brenda Locke   | Libéral      | +12 503,  | 26,13 %    |
|       | Nao Fernando   | NPD          | +10 916,  | 22,81 %    |
|       | Brian Newbold  | Vert         | +03 045,  | 6,36 %     |
| Total | Total          | Total        | 47 853    | 100 %      |